# Circondario di Rotenburg (Wümme)
Il circondario di Rotenburg (Wümme) (targa ROW) è un circondario (Landkreis) della Bassa Sassonia, in Germania.
Comprende 4 città e 53 comuni.

Capoluogo e centro maggiore è Rotenburg (Wümme).

## Geografia antropica
Tra parentesi i dati della popolazione al 31 dicembre 2021.

### Comuni
1. Bremervörde, città (18 666)
2. Gnarrenburg (9 157)
3. Rotenburg (Wümme), città (22 199)
4. Scheeßel (12 962)
5. Visselhövede, città (9 589)

### Comunità amministrative (Samtgemeinde)
- Samtgemeinde Bothel, con i comuni:

1. Bothel * (2 375)
2. Brockel (1 407)
3. Hemsbünde (1 203)
4. Hemslingen (1 467)
5. Kirchwalsede (1 178)
6. Westerwalsede (752)

- Samtgemeinde Fintel, con i comuni:

1. Fintel (2 855)
2. Helvesiek (837)
3. Lauenbrück * (2 577)
4. Stemmen (813)
5. Vahlde (686)

- Samtgemeinde Geestequelle, con i comuni:

1. Alfstedt (844)
2. Basdahl (1 371)
3. Ebersdorf (1 035)
4. Hipstedt (1 230)
5. Oerel * (1 860)

- Samtgemeinde Selsingen, con i comuni:

1. Anderlingen (844)
2. Deinstedt (647)
3. Farven (600)
4. Ostereistedt (952)
5. Rhade (1 078)
6. Sandbostel (786)
7. Seedorf (972)
8. Selsingen * (3 639)

- Samtgemeinde Sittensen, con i comuni:

1. Groß Meckelsen (517)
2. Hamersen (502)
3. Kalbe (606)
4. Klein Meckelsen (895)
5. Lengenbostel (478)
6. Sittensen * (5 968)
7. Tiste (869)
8. Vierden (748)
9. Wohnste (755)

- Samtgemeinde Sottrum, con i comuni:

1. Ahausen (1 920)
2. Bötersen (1 093)
3. Hassendorf (1 188)
4. Hellwege (1 118)
5. Horstedt (1 278)
6. Reeßum (1 800)
7. Sottrum * (6 532)

- Samtgemeinde Tarmstedt, con i comuni:

1. Breddorf (1 037)
2. Bülstedt (751)
3. Hepstedt (1 012)
4. Kirchtimke (951)
5. Tarmstedt * (4 055)
6. Vorwerk (1 040)
7. Westertimke (436)
8. Wilstedt (1 739)

- Samtgemeinde Zeven, con i comuni:

1. Elsdorf (2 000)
2. Gyhum (2 417)
3. Heeslingen (4 887)
4. Zeven (città) * (13 828)

## Comuni soppressi
- Abbendorf
- Bartelsdorf
- Bellen
- Bleckwedel
- Borchel
- Buchholz
- Clüversborstel
- Dreeßel
- Drögenbostel
- Everinghausen
- Eversen
- Hassel
- Hastedt
- Hetzwege
- Hiddingen

- Höperhöfen
- Jeddingen
- Jeersdorf
- Lüdingen
- Mulmshorn
- Nindorf
- Ostervesede
- Ottingen
- Riekenbostel
- Rosebruch
- Schleeßel
- Schwitschen
- Söhlingen
- Sothel
- Stapel

- Stuckenborstel
- Süderwalsede
- Taaken
- Unterstedt
- Waffensen
- Wehnsen
- Westeresch
- Westerholz
- Westervesede
- Winkeldorf
- Wittkopsbostel
- Wittorf
- Wohlsdorf